# Liste der Biografien/Pia
Liste der Biografien |
Portal Biografien |
Personensuche
# |
A |
B |
C |
D |
E |
F |
G |
H |
I |
J |
K |
L |
M |
N |
O |
P |
Q |
R |
S |
T |
U |
V |
W |
X |
Y |
Z |
?
 
Pa |
Pc |
Pe |
Pf |
Ph |
Pi |
Pj |
Pk |
Pl |
Pm |
Pn |
Po |
Pr |
Ps |
Pt |
Pu |
Pv |
Pw |
Py
 
Pia |
Pib |
Pic |
Pid |
Pie |
Pif |
Pig |
Pih |
Pii |
Pij |
Pik |
Pil |
Pim |
Pin |
Pio |
Pip |
Piq |
Pir |
Pis |
Pit |
Piu |
Piv |
Piw |
Pix |
Piy |
Piz
Die Liste der Biografien führt alle Personen auf, die in der deutschsprachigen Wikipedia einen Artikel haben. Dieses ist eine Teilliste mit 186 Einträgen von Personen, deren Namen mit den Buchstaben „Pia“ beginnt.

## Pia
- Pia Maria (* 2003), österreichische Sängerin
- Pia von Karthago, frühchristliche Märtyrin
- Pia, Hans-Werner (1921–1986), deutscher Mediziner, Facharzt für Neurochirurgie und Universitätsprofessor
- Pia, Julius von (1887–1943), österreichischer Geologe und Paläontologe
- Pia, Pascal (1903–1979), französischer Schriftsteller, Journalist, Illustrator und Gelehrter
- Pia, Secondo (1855–1941), italienischer Fotograf
- Pia-Comella, Jelena, andorranische Diplomatin und Menschenrechtsaktivistin

### Piac
- Piaček, Jozef (* 1983), slowakischer Fußballspieler
- Piacente, Barry, US-amerikanischer Schauspieler
- Piacentini, Giovanni († 1404), italienischer römisch-katholischer Erzbischof und Pseudokardinal
- Piacentini, Marcello (1881–1960), italienischer ArchitektMarcello Piacentini (1881–1960)

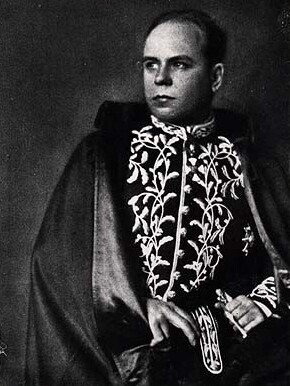
Marcello Piacentini (1881–1960)

- Piacentini, Patrizia (* 1961), italienische Ägyptologin
- Piacentini, Tullio (1919–2005), italienischer Filmverleiher, Filmregisseur und Drehbuchautor
- Piacentino, Gianni (* 1945), italienischer Bildhauer
- Piacenza, Mauro (* 1944), italienischer Kurienkardinal, päpstlicher Großpönitentiar
- Piachaud, René-Louis (1896–1941), Schweizer Schriftsteller

### Piaf
- Piaf, Édith (1915–1963), französische ChansonsängerinÉdith Piaf (1915–1963)

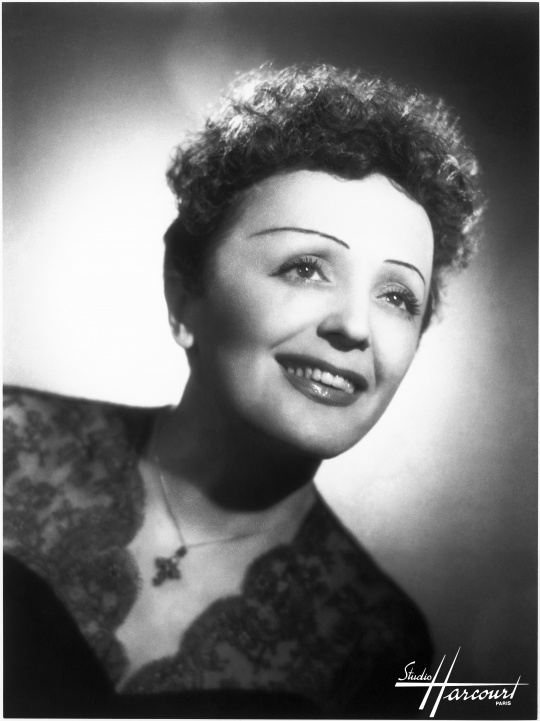
Édith Piaf (1915–1963)

### Piag
- Piaget, Alexis-Marie (1802–1870), Schweizer Politiker
- Piaget, Arthur (1865–1952), Schweizer Romanist und Historiker
- Piaget, Jean (1896–1980), Schweizer Entwicklungspsychologe
- Piaget, Paul (* 1905), Schweizer Ruderer
- Piaget, Paul (1934–1985), spanischer Schauspieler
- Piaggi, Anna (1931–2012), italienische Modejournalistin
- Piaggia, Carlo (1827–1882), italienischer Afrikareisender
- Piaggio, Celestino (1886–1931), argentinischer Komponist, Pianist und Dirigent
- Piaggio, Edmundo (1905–1975), argentinischer Fußballspieler
- Piaggio, Elsa (1906–1993), argentinische Pianistin und Musikpädagogin
- Piaggio, Henry Thomas Herbert (1884–1967), britischer Mathematiker und Lehrstuhlinhaber
- Piaggio, Leonidas (1887–1942), argentinischer Cellist und Musikpädagoge
- Piaggio, Maxime (1878–1909), französischer Ruderer
- Piaggio, Rinaldo (1864–1938), italienischer Unternehmer und Senator
- Piaggio, Victor (1864–1922), argentinischer Dirigent und Musikpädagoge

### Piai
- Piai, Eduarda (* 1991), brasilianische Tennisspielerin

### Pial
- Pialat, Maurice (1925–2003), französischer Filmregisseur und Schauspieler
- Pialat, Sylvie (* 1960), französische Filmproduzentin und Drehbuchautorin

### Piam
- Piamarta, Giovanni Battista (1841–1913), italienischer Priester, Erzieher und Gründer der Kongregation der Heiligen Familie von Nazareth
- Piamonte, Alberto Jover (1934–1998), philippinischer Geistlicher und römisch-katholischer Erzbischof von Jaro
- Piamonte, Freddy (* 1982), kolumbianischer Straßenradrennfahrer
- Piamontini, Giuseppe (1663–1744), italienischer Bildhauer
- Piampiano, Sarah (* 1980), US-amerikanische Triathletin

### Pian
- Piàn, Alfredo (1912–1990), argentinischer Autorennfahrer
- Pian, Antonio de (1784–1851), österreichischer Maler und Kupferstecher italienischer Herkunft
- Pian, Theodore H. H. (1919–2009), chinesisch-US-amerikanischer Ingenieur
- Piana Agostinetti, Edoardo (1896–1976), italienischer Geistlicher und römisch-katholischer Weihbischof in Novara
- Piana, Dario (* 1955), italienischer Filmregisseur und Drehbuchautor
- Piana, Gabriele (* 1986), italienischer Rennfahrer
- Piana, Rich (1970–2017), US-amerikanischer Bodybuilder, Geschäftsmann und YouTuberRich Piana (1970–2017)

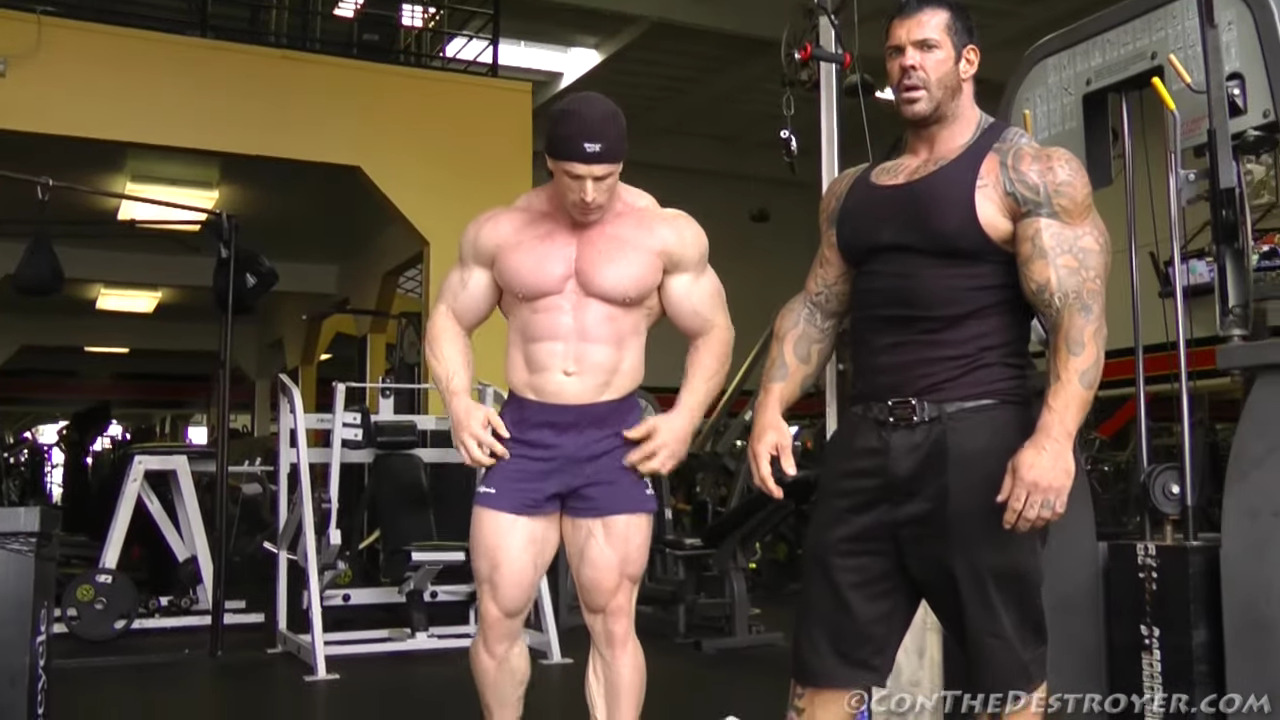
Rich Piana (1970–2017)

- Piana, Sebastián (1903–1994), argentinischer Tangokomponist, Pianist und Musikpädagoge
- Pianalto, Sandra (* 1954), US-amerikanische Wirtschaftswissenschaftlerin und Zentralbankerin
- Pianazzi, Luigi (1743–1802), italienischer Geistlicher
- Pianca, Luca (* 1958), Schweizer Lautenist und Spezialist für alte Musik
- Pianch, ägyptischer General und Hohepriester des Amun
- Pianchher, nubische Königin
- Pianesi, Quarto (1940–2022), italienischer Hockeyspieler
- Pianeta, Francesco (* 1984), italienischer Boxer
- Pianetti, Gaspare Bernardo (1780–1862), italienischer Kardinal
- Pianezzi, Remo (1927–2015), Schweizer Radrennfahrer
- Pianezzola, Sergio (* 1970), italienischer Autorennfahrer
- Pianfetti, Maxime (* 1999), französischer Säbelfechter
- Piani, Daniela (* 2007), britische Tennisspielerin
- Piani, Giovanni Antonio (* 1678), italienischer Violinist und Komponist
- Piani, Guglielmo (1875–1956), italienischer Ordenspriester, Missionar und römisch-katholischer Erzbischof
- Piani, Lorenzo (* 1944), italienischer Schauspieler
- Piani, Lorenzo (1955–2016), italienischer Popsänger und -musiker
- Piani, Orlando (1893–1975), italienischer Bahnradsportler
- Pianka, Ines (* 1969), deutsche Volleyballspielerin
- Piano Man (* 1984), deutscher Mann, der 2005 in England gefunden wurde und nicht sprach
- Piano Particles (* 1981), deutscher Musiker und Pianist
- Piano Red (1911–1985), US-amerikanischer Blues-Musiker
- Piano, Anna Rita Del (* 1966), italienische Filmschauspielerin, Theaterschauspielerin und Theaterregisseurin
- Piano, Bruno (* 1977), uruguayischer Fußballspieler
- Piano, Eduardo Del (1914–1987), argentinischer Bandoneonist, Arrangeur und Bandleader
- Piano, Matteo (* 1990), italienischer Volleyballspieler
- Piano, Renzo (* 1937), italienischer ArchitektRenzo Piano (* 1937)

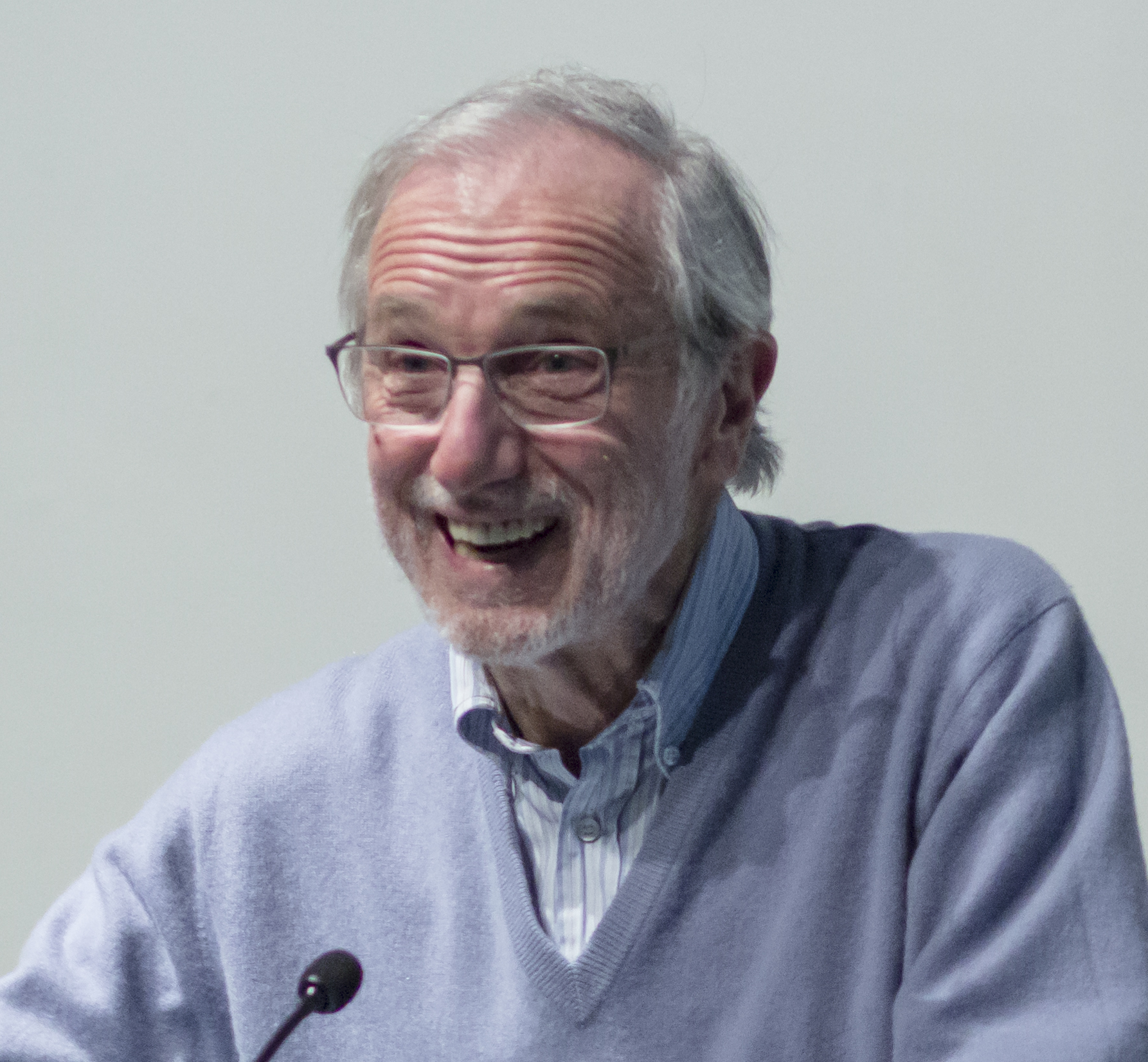
Renzo Piano (* 1937)

- Piano, Rex, US-amerikanischer Regisseur und Filmproduzent
- Pianta, Giorgio (1935–2014), italienischer Autorennfahrer und Motorsportfunktionär
- Piantadosi, Arthur (1916–1994), US-amerikanischer Tonmeister
- Piantanida, Giorgio (* 1967), italienischer Skirennfahrer
- Piantanida, Nicholas (1932–1966), US-amerikanischer Fallschirmspringer
- Piantedosi, Matteo (* 1963), italienischer Verwaltungsbeamter und Innenminister
- Piantini, Carlos (1927–2010), dominikanischer Geiger und Dirigent
- Piantoni, Roger (1931–2018), französischer Fußballspieler
- Pianzola, Francesca (* 1897), Schweizer Leichtathletin und FußballpionierinFrancesca Pianzola (* 1897)

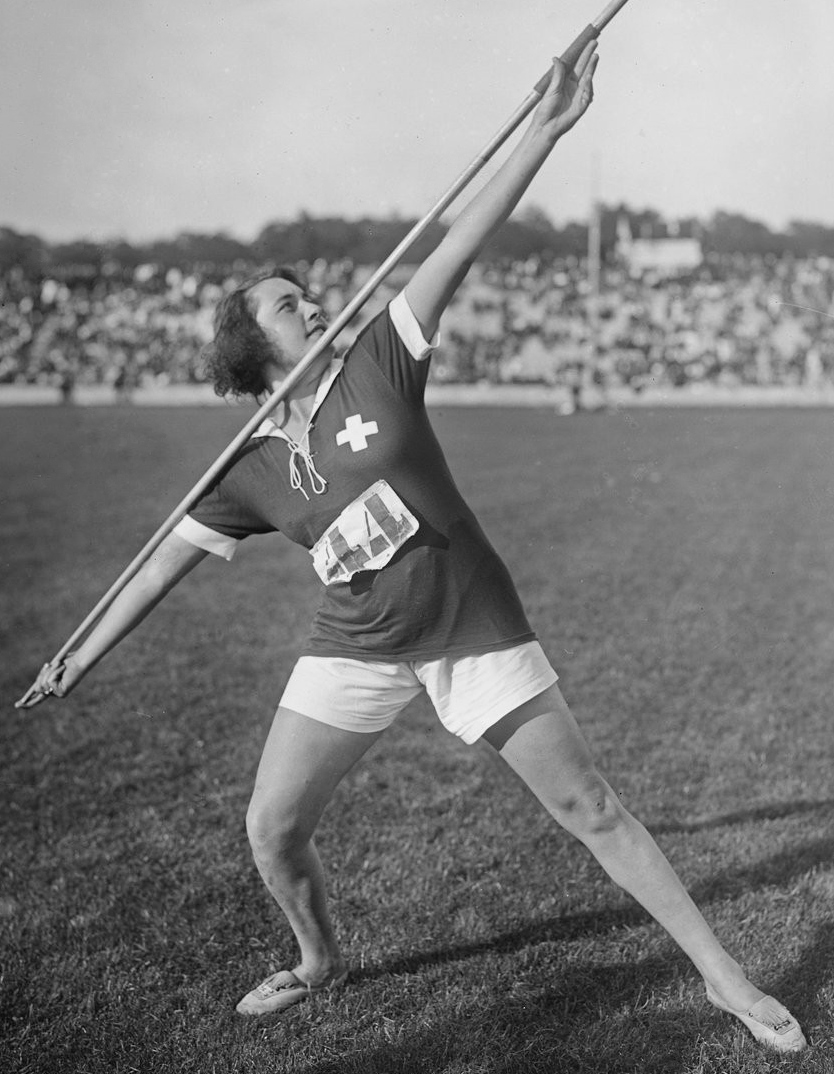
Francesca Pianzola (* 1897)

- Pianzola, Francesco (1881–1943), italienischer katholischer Ordensgeistlicher und Ordensgründer, Seliger

### Piar
- Piar, Manuel (1774–1817), venezolanischer Militär und Held der Unabhängigkeitskriege
- Piard, Charles (* 1883), französischer Bahnradsportler und Weltmeister

### Pias
- Pias, Claus (* 1967), deutscher Medienwissenschaftler
- Piasecka Johnson, Barbara (1937–2013), polnisch-amerikanische Kunstsammlerin und Philanthropin
- Piasecka, Edyta, polnische Opernsängerin (Sopran)
- Piasecki, Bartosz (* 1986), norwegischer Degenfechter
- Piasecki, Bolesław (1915–1979), polnischer Politiker, Mitglied des Sejm, Anwalt und Offizier
- Piasecki, Francis (1951–2018), französischer Fußballspieler polnischer Abstammung
- Piasecki, Frank (1919–2008), US-amerikanischer Ingenieur (Hubschrauber-Entwicklung)
- Piasecki, Jeremy (* 1978), US-amerikanischer Wasserballspieler und -trainer
- Piasecki, Lech (* 1961), polnischer Radrennfahrer
- Piasecki, Mario (* 1960), argentinischer Springreiter und Trainer
- Piasecki, Sergiusz (1901–1964), polnischer Schriftsteller
- Piaseczny, Andrzej (* 1971), polnischer Sänger
- Piasek, Martin (1905–1990), deutscher Sinologe
- Piasko, Deleila (* 1991), Schweizer Schauspielerin
- Piaskowski, Fritz (1906–1985), deutscher Politiker (SPD), MdBB und Sportfunktionär
- Piaskowski, Jerzy (1922–2013), polnischer Archäologe und Hochschullehrer
- Piaskowy, Gerhard (* 1943), deutscher Boxer
- Piast, Fürst der Polanen
- Piast, Wladimir Alexejewitsch (1886–1940), sowjetischer Dichter, Übersetzer und Literaturkritiker
- Piastri, Oscar (* 2001), australischer AutomobilrennfahrerOscar Piastri (* 2001)

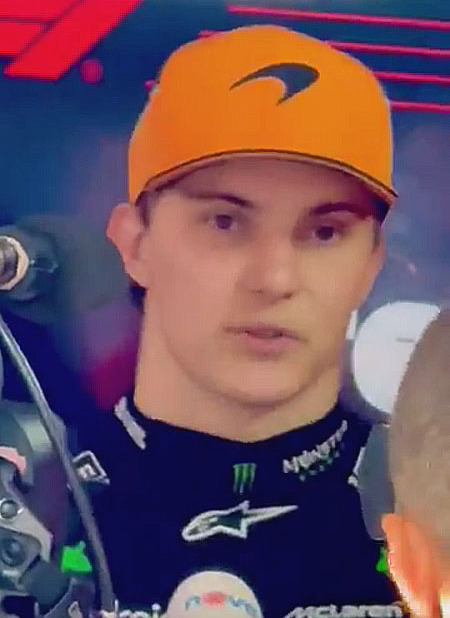
Oscar Piastri (* 2001)

- Piastro, Mishel (1891–1970), US-amerikanischer Geiger und Dirigent

### Piat
- Piat, Hans Stefan Ludwig Albrecht von (1650–1710), kurbrandenburgischer Generalmajor und Kommandant der Festung Lippstadt
- Piat, Maurice (* 1941), mauritischer Ordensgeistlicher, römisch-katholischer Bischof von Port-Louis und Kardinal
- Piat, Philippe (* 1942), französischer Fußballspieler und Gewerkschafter
- Piat, Yves (* 1973), französischer Filmregisseur
- Piątak, Andrzej (* 1969), polnischer Politiker (Ruch Palikota), Mitglied des Sejm
- Piątek, Krzysztof (* 1995), polnischer FußballspielerKrzysztof Piątek (* 1995)

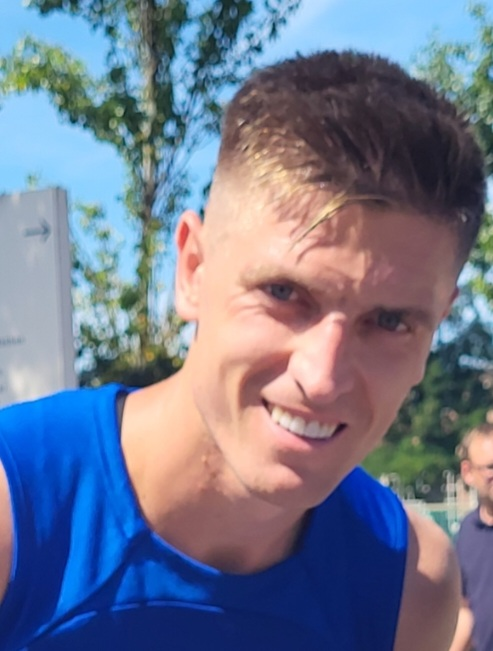
Krzysztof Piątek (* 1995)

- Piątek, Marek Marian (* 1954), polnischer Ordensgeistlicher, römisch-katholischer Bischof von Coari
- Piątek, Tomasz (* 1974), polnischer Prosaschriftsteller und Publizist
- Piątek, Zbigniew (* 1966), polnischer Radrennfahrer
- Piatigorsky, Gregor (1903–1976), US-amerikanischer Cellist
- Piatigorsky, Jacqueline (1911–2012), franko-amerikanische Schachspielerin, Tennisspielerin, Skulpteurin und Mäzenin
- Piatkowiak, Norbert (1933–2025), deutscher Bergbauingenieur und Hochschullehrer
- Piątkowska, Maria (1931–2020), polnische Hürdenläuferin, Weitspringerin, Fünfkämpferin und Sprinterin
- Piątkowski, Andrzej (1934–2010), polnischer Säbelfechter
- Piątkowski, Edmund (1936–2016), polnischer Leichtathlet
- Piatkowski, Gisbert (* 1953), deutscher Gitarrist, Rockmusiker, Gitarrenlehrer und Verfasser von Gitarrenschulen
- Piątkowski, Kamil (* 2000), polnischer Fußballspieler
- Piatkowski, Wolfgang (1907–1945), deutscher Laienbruder im Franziskanerorden
- Piatnik, Ferdinand (1819–1885), österreichisch-ungarischer Kartenmaler und Unternehmer
- Piaton, Julia (* 1985), französische SchauspielerinJulia Piaton (* 1985)

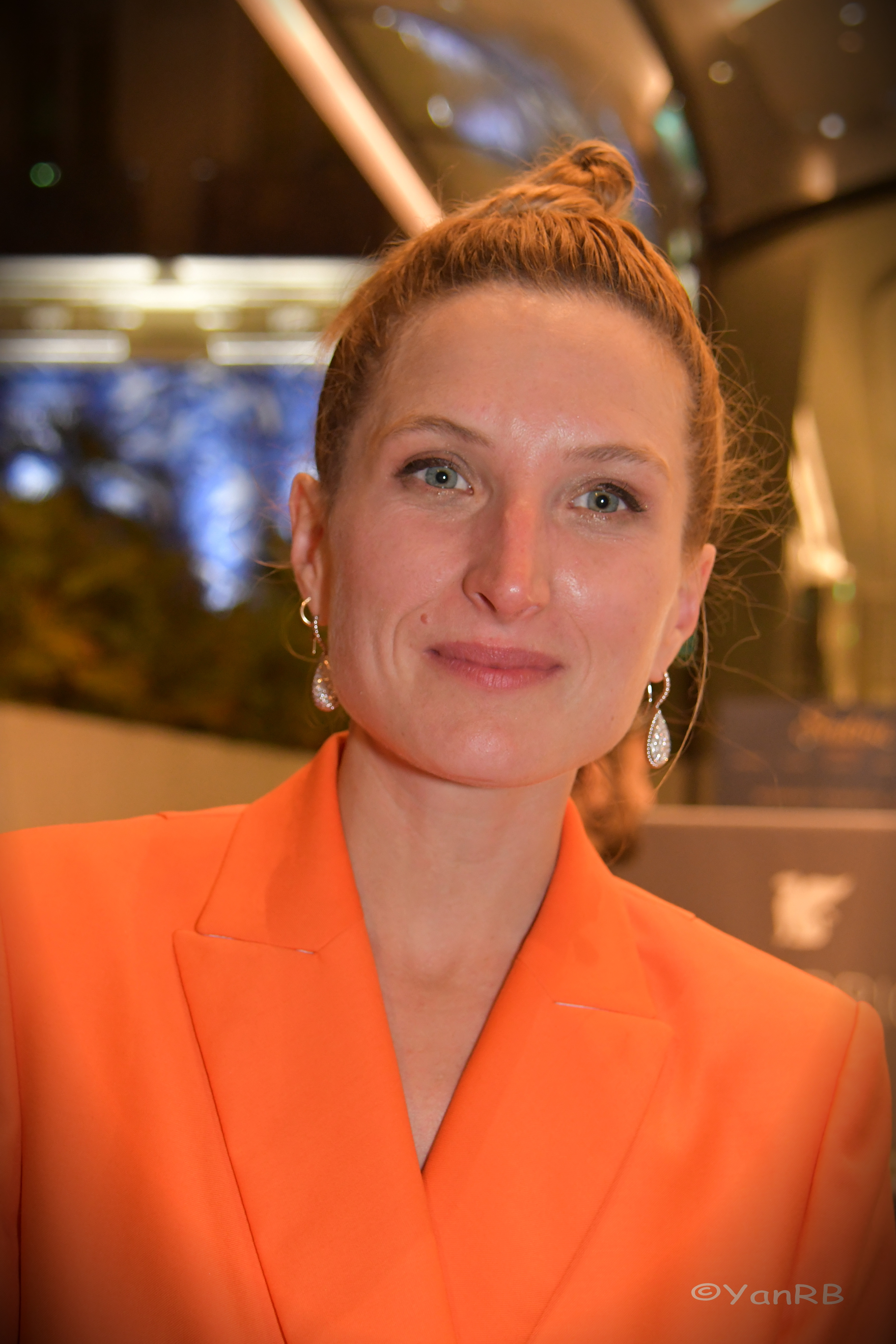
Julia Piaton (* 1985)

- Piatov, Filipp (* 1991), deutscher Journalist
- Piatt, Walter E. (* 1961), US-amerikanischer Offizier, Generalleutnant der US-Army
- Piatti, Alfredo (1822–1901), italienischer Cellovirtuose und Komponist
- Piatti, Antonio (1801–1878), italienischer Geiger
- Piatti, Antonio Luigi (1782–1841), italienischer Kurienerzbischof der Römischen Kirche, Vizegerent der Diözese Rom
- Piatti, Celestino (1922–2007), Schweizer Grafiker und Buchgestalter
- Piatti, Giovanni Antonio († 1480), italienischer Bildhauer der Renaissance
- Piatti, Girolamo (1548–1591), italienischer Jesuit
- Piatti, Ignacio (* 1985), argentinischer Fußballspieler
- Piatti, Pablo (* 1989), argentinischer Fußballspieler
- Piattoli, Luigi (1824–1888), italienischer Ingenieur, Architekt und Maler
- Piatus von Seclin, Märtyrer, Heiliger
- Piaty, Richard (1927–2014), österreichischer Politiker (ÖVP), Landtagsabgeordneter, Mitglied des Bundesrates

### Piau
- Piau, Sandrine (* 1965), französische Opernsängerin (Sopran)
- Piaubert, Jean (1900–2002), französischer Maler und Grafiker
- Piautatz, Joseph Maria (1774–1825), preußischer und westphälischer Verwaltungsbeamter

### Piav
- Piave, Francesco Maria (1810–1876), italienischer Librettist und Regisseur
- Piavi, Luigi (1833–1905), Patriarch von Jerusalem
- Piavoli, Franco (* 1933), italienischer Filmregisseur

### Piay
- Piayda, Sven (* 1977), deutscher Künstler

### Piaz
- Piaz, Giovanni (1879–1948), italienischer Bergführer und Bergsteiger
- Piazera, Honorato (1911–1990), brasilianischer Ordensgeistlicher und römisch-katholischer Bischof von Lages
- Piazoll, Domenico, österreichischer Stuckateur des Barock
- Piazolo, Michael (* 1959), deutscher Rechtswissenschaftler und Politiker (FW), MdLMichael Piazolo (* 1959)

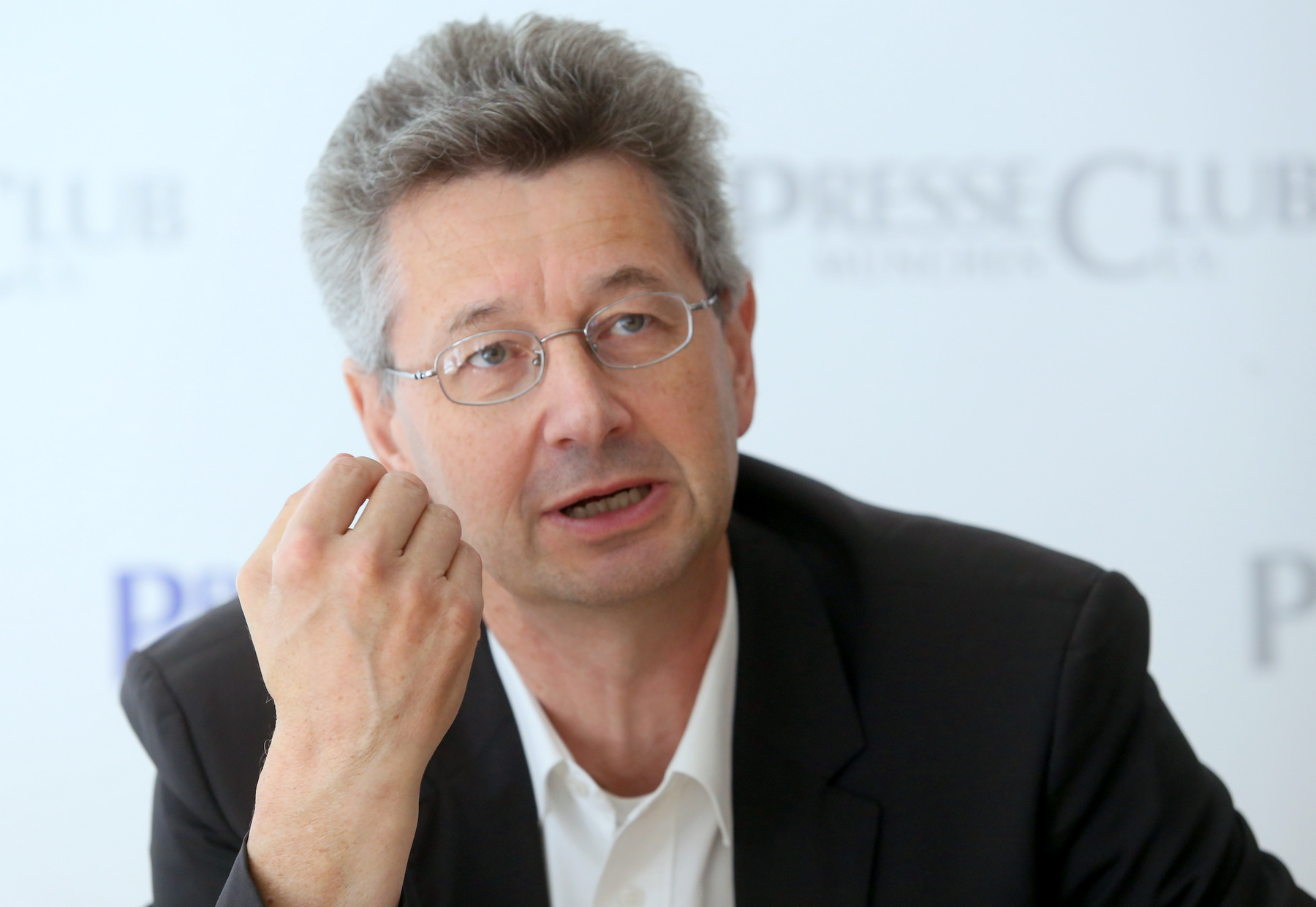
Michael Piazolo (* 1959)

- Piazolo, Paul Harro (1926–2000), deutscher Ministerialbeamter, Staatssekretär
- Piazón, Lucas (* 1994), brasilianischer Fußballspieler
- Piazza, Adeodato Giovanni (1884–1957), italienischer Kardinal der römisch-katholischen Kirche und Patriarch von Venedig
- Piazza, Antonio (* 1970), italienischer Drehbuchautor und Filmregisseur
- Piazza, Barbara (* 1945), deutsche Drehbuch- und Buchautorin
- Piazza, Ben (1933–1991), US-amerikanischer Schauspieler
- Piazza, Callisto (1500–1561), italienischer Maler der Renaissance
- Piazza, Dominique di (* 1959), französischer Jazzbassist
- Piazza, Donato (1930–1997), italienischer Radrennfahrer
- Piazza, Giulio (1663–1726), italienischer Kardinal
- Piazza, Hans (1932–2017), deutscher Historiker
- Piazza, Luis (1908–1977), italienischer Bildhauer und Maler (Südtirol)
- Piazza, Miguel (* 1952), uruguayischer Fußballspieler und Trainer
- Piazza, Mike (* 1968), US-amerikanischer Baseballspieler
- Piazza, Orazio Francesco (* 1953), italienischer Geistlicher, römisch-katholischer Bischof von Viterbo
- Piazza, Oswaldo (* 1947), argentinischer Fußballspieler und -trainer
- Piazza, Rod (* 1947), US-amerikanischer Bluesmundharmonikaspieler
- Piazza, Tom (* 1955), US-amerikanischer Schriftsteller
- Piazza, Vincent (* 1976), US-amerikanischer Schauspieler und SynchronsprecherVincent Piazza (* 1976)

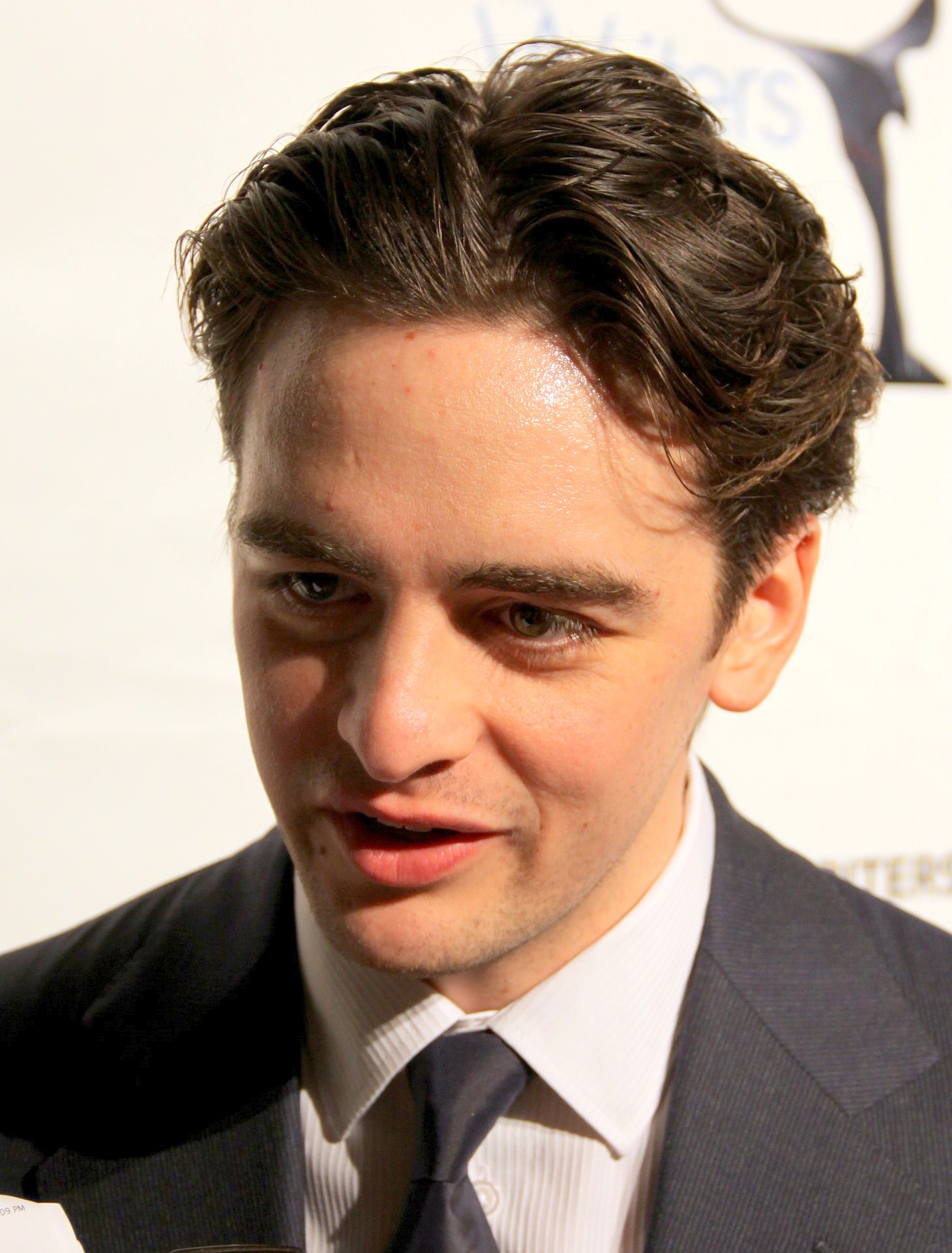
Vincent Piazza (* 1976)

- Piazza, Walter (1925–2016), brasilianischer Historiker und Hochschullehrer
- Piazza, Wilson da Silva (* 1943), brasilianischer Fußballspieler
- Piazzalunga, Bruno (* 1944), italienischer Skirennläufer
- Piazzesi, Monika (* 1968), deutsche Volkswirtschaftlerin
- Piazzetta, Giovanni Battista (1682–1754), venezianischer Maler und Radierer des Spätbarock
- Piazzi, Giuseppe, italienischer Autorennfahrer
- Piazzi, Giuseppe (1746–1826), italienischer Astronom, Mathematiker und Theologe
- Piazzi, Tina (* 1963), Schweizer Sozialarbeiterin, Hochschullehrerin, Autorin, Blogaktivistin
- Piazzini, Carmen (* 1939), argentinische Pianistin
- Piazzini, Fabrice (* 1965), Schweizer Skispringer
- Piazzola, Simone (* 1985), italienischer Opernsänger in der Stimmlage Bariton
- Piazzoli, François (1886–1960), französischer Autorennfahrer
- Piazzoli, Louis (1845–1904), italienischer Geistlicher
- Piazzoli, Niki (1934–2010), Schweizer Architekt
- Piazzolla, Astor (1921–1992), argentinischer Tangomusiker, Bandoneon-Spieler und KomponistAstor Piazzolla (1921–1992)

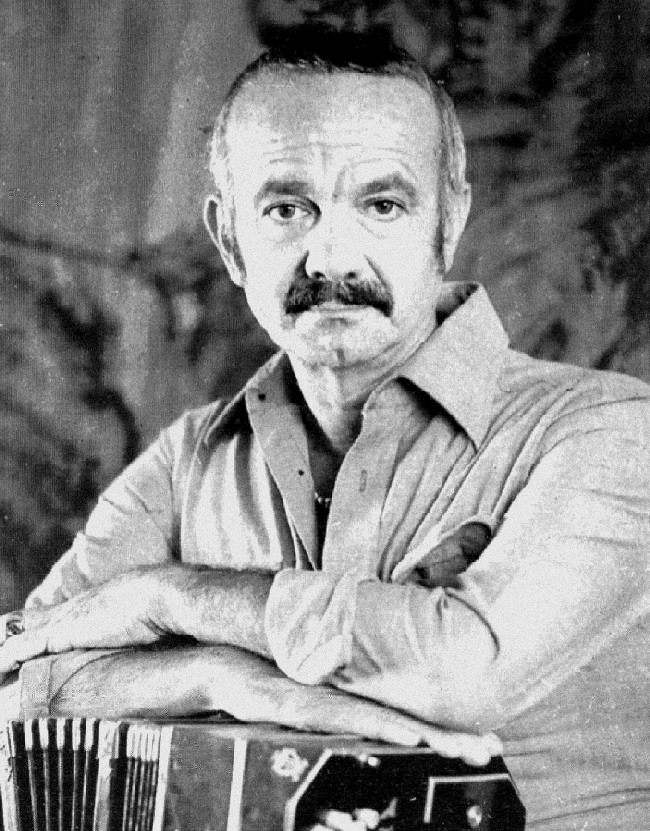
Astor Piazzolla (1921–1992)

- Piazzolla, Paola (* 1996), italienische Ruderin